# Sidi Abdelaziz
Sidi Abdelaziz (în arabă سيدي عبد العزيز) este o comună din provincia Jijel, Algeria.
Populația comunei este de 10.153 de locuitori (2008).